# Буланово (Тверская область)
Буланово — деревня в Рамешковском районе Тверской области.

## География
Находится в восточной части Тверской области на расстоянии приблизительно 31 км на юго-восток по прямой от районного центра поселка Рамешки.

## История
В 1859 году в русской государственной деревне Высокая (Буланово) было 5 дворов, в 1887 — 12. В 2001 году в деревне 6 домов местных жителей и 3 дома — собственность наследников и дачников.. В советское время работали колхозы «Новый путь», им. Молотова и «Ильич». До 2021 входила в сельское поселение Ильгощи Рамешковского района до их упразднения.

## Население
Численность населения: 47 человек (1859 год), 90 (1887), 17 (1989), 14 (русские 50 %, даргинцы 50 %) в 2002 году, 13 в 2010.